# Orbitolininae
Orbitolininae es una subfamilia de foraminíferos bentónicos de la familia Orbitolinidae, de la superfamilia Orbitolinoidea, del suborden Orbitolinina y del orden Loftusiida. Su rango cronoestratigráfico abarca desde el Barremiense (Cretácico inferior) hasta el Cenomaniense (Cretácico superior).

## Discusión
Clasificaciones previas incluían Orbitolininae en el suborden Textulariina del orden Textulariida o en el orden Lituolida.

## Clasificación
Orbitolininae incluye a los siguientes géneros:
- Alpillina †
- Conicorbitolina †
- Eopalorbitolina †
- Eygalierina †
- Mesorbitolina †
- Naupliella †
- Neoiraqia †
- Neorbitolinopsis †
- Orbitolina †
- Palorbitolina †
- Palorbitolinoides †
- Praeorbitolina †
- Rectodictyoconus †
- Valserina †

Otro género asignado a Orbitolininae y clasificado actualmente en otra subfamilia es: 
- Dictyorbitolina †, ahora en la subfamilia Praedictyorbitolininae

Otros géneros considerados en Orbitolininae son:
- Birbalina †, de estatus incierto, considerado sinónimo posterior de Orbitolina
- Columnorbitolina †, considerado subgénero de Orbitolina, es decir, Orbitolina (Columnorbitolina), y aceptado como Mesorbitolina
- Eorbitolina †, considerado subgénero de Orbitolina, es decir, Orbitolina (Eorbitolina), y aceptado como Dictyorbitolina
- Xizangia †, de posición taxonómica incierta
- Neorbitolina †, aceptado como Conicorbitolina
- Orbiqia †, aceptado como Mesorbitolina
- Praeorbitolinoides †